# Шлюйков, Пётр Иванович
Пётр Иванович Шлюйков (10 июля 1922, дер. Михальки, Псковская губерния — 22 января 1957, Великие Луки) — советский офицер, старший лейтенант, участник Великой Отечественной войны, Герой Советского Союза.

## Биография
Родился в семье русского рабочего. Окончил 7 классов. Работал помощником машиниста паровозного депо станции Великие Луки.
В 1941 году призван в Красную Армию. В 1942 году окончил Ленинградское военное пехотное училище и направлен в действующую армию. В этом же году вступил в ВКП(б).
Будучи заместителем командира миномётной роты 171-го стрелкового полка 182-й стрелковой дивизии (11-я армия, Северо-Западный фронт), в бою под Старой Руссой 23 февраля 1943 года, оставшись один из группы, продолжал отражать вражеские контратаки, несмотря на многочисленные ранения; в ближнем и рукопашном бою уничтожил 28 гитлеровцев.
Указом Президиума Верховного Совета СССР «О присвоении звания Героя Советского Союза начальствующему и рядовому составу Красной Армии» от 31 марта 1943 года за «образцовое выполнение боевых заданий командования на фронте борьбы с немецкими захватчиками и проявленные при этом отвагу и геройство» удостоен звания Героя Советского Союза с вручением ордена Ленина и медали «Золотая Звезда» (№ 607).
С 1944 года вышел в отставку по ранению, проживал в Великих Луках. В 1950 году окончил партийную школу в Калинине, работал инструктором военного отдела обкома ВКП(б)/КПСС, заместителем начальника по политической части лесозащитной станции.
Похоронен на Казанском кладбище в городе Великие Луки.

## Награды
- Медаль «Золотая Звезда» Героя Советского Союза;
- орден Ленина;
- медали.

## Память
- Имя П. И. Шлюйкова было присвоено пионерской дружине Липецкой школы Великолукского района Псковской области.